# Sigeheard d'Essex
Sigeheard (o Sighere) va ser rei d'Essex conjuntament amb el seu germà Swaefred, poc abans de la mort del seu pare Sebbi. El període del seu regnat va del 694 al 709.
L'any 705, es van enemistar amb Ine de Wessex per donar acollida als seus rivals. En el sínode de Brentford van acceptar fer fora aquests rivals del rei de Wessex a canvi de la promesa d'Ine de no envair Essex. La cronologia exacta dels fets posteriors es desconeix. No és clar si van governar junts fins a l'any 709 o si Swaefred va morir abans que ell.
Sigeheard, juntament amb Coenred de Mèrcia, van confirmar la compra de Fulham que el bisbe Waldhere de Londres va fer al bisbe Tyrhtel de Hereford. (S1785)
El 709, el seu fill, Offa, va compartir les tasques de govern durant un breu temps i després el va succeir.